# Jacques Savournin
Jacques Savournin est un compositeur français de problèmes d'échecs né le 19 juin 1930 à Marseille et décédé le 5 février 2025 à Maisons-Laffitte. Il a publié en 1991 « Lignes et figures », recueil de 250 problèmes.
Juge international pour la composition échiquéenne depuis 1965, il est l’auteur de près de 450 problèmes dont plus de 100 ont été récompensés lors de concours.
Jacques Savournin a aussi été joueur d’échecs et a remporté le titre de Champion de France Promotion en 1950.